# Fram, Ursul Polar (serial de animație)
Fram, ursul polar este o serie de animație bazată pe povestea pentru copii scrisă de Cezar Petrescu în care Egon, Otto, Fram și prietenii săi au o aventură pe cinste. Fram este bucuros să își vadă prietenii, el are multă energie pentru a schimba echilibrul și concentrarea în jurul spectacolului. 

## Distribuția
- Sorin Ionescu - Fram, ursul polar
- Emil Sauciuc - Egon
- Pavel Sarghi - Otto
- Mihaela Gherdan, Iulia Tohotan
- Dan Bordeianu - Victor Bratu,
- Adela Popescu - Alina Damaschin (debutantă),
- Tora Vasilescu - Claudia Tudose,
- Sebastian Papaiani - Manole Tudose,
- Iurie Darie - Nichifor Dogaru,
- Anca Pandrea - Marga,
- Vlad Rădescu - Tudor Lupescu,
- Carmen Ionescu - Maria Bratu,
- Pavel Bartoș - Paul Tănase,
- Ioana Ginghină - Ildiko Szekelyi,
- Ana Maria Moldovan - Delia,
- Oliver Toderiță - Lucian,
- Cristina Cioran - Laura,
- Vasile Calofir - Ricky,
- Octavian Strunilă -Terente,
- Dan Chiriac - Zeamă,
- Adrian Anghel - Zgaibă,
- Adrian Ștefan - Gelu,
- Cihan Unal - Murat,

și copiii:
- Maria Popa - Miruna,
- Ana Grosu - Sabina,
- Alexandru Barba - Ștefănuț,